# Islamiska erövringen av Maghreb

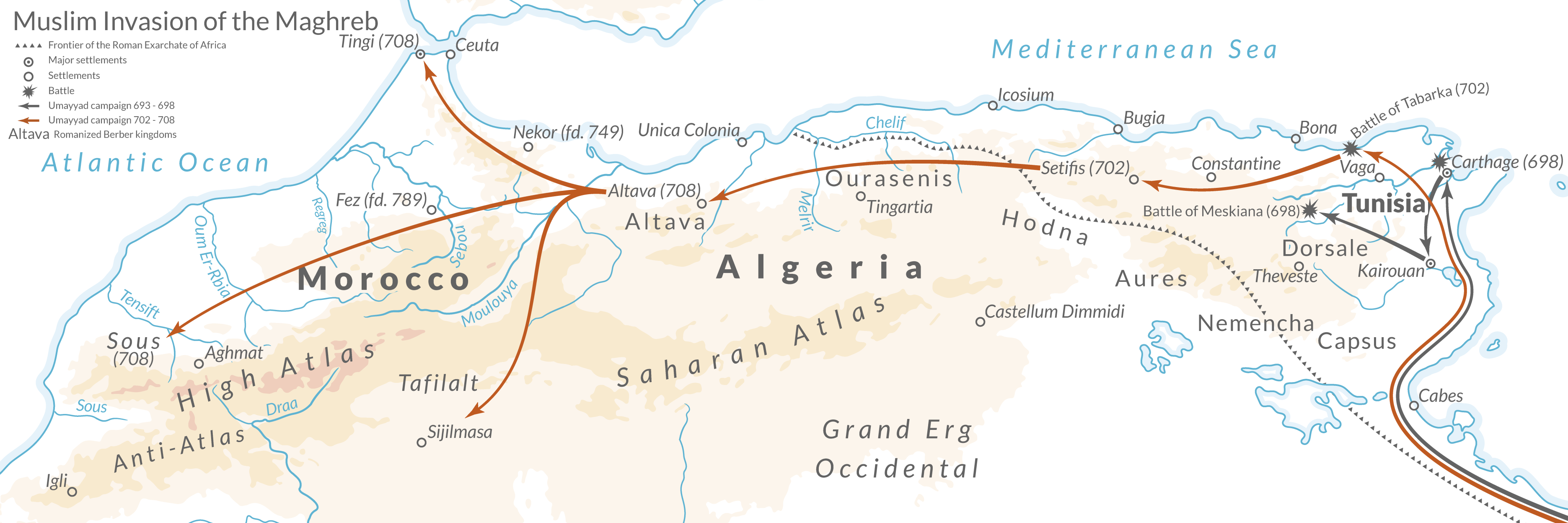
Islamiska erövringen av Maghreb

Den islamiska erövringen av Maghreb, syftar på det muslimska och arabiska Umayyadkalifatets erövring av västra Nordafrika (Maghreb) mellan 665 och 709.
Det islamiska imperiets erövringar stannade upp efter arabiska erövringen av Egypten av Rashidunkalifatet, och avstod efter några misslyckade försök från att fortsätta väster om Egypten. Efter Umayyadkalifatets etablering på 660-talet återupptogs dock invasionen av Nordafrika väster om Egypten. Invasionen erövrade det Bysantinska Nordafrika motsvarande det senare Libyen, Tunisien, Algeriet och Marocko och lade grunden inför dess fortsättning mot Spanien och arabiska erövringen av Iberiska halvön.